# Десятинний провулок (Київ)
Десяти́нний прову́лок — провулок у Шевченківському районі міста Києва, місцевість Старий Київ. Пролягає від Володимирської вулиці до кінця забудови.

## Історія
Десятинний провулок — один з давніх провулків Києва. Його назва, так само як і однойменної вулиці, походить від Десятинної церкви, що була розташована поряд.
З 19 серпня 2020-го провулок став пішохідним.

## Пам'ятки історії та архітектури
Одноповерховий будинок № 5 зведений у 1850-х роках, спершу належав протоієрею Івану Шабатовичу. 1864 року його успадкувала його донька, Сусанна Іванівна Підвисоцька, дружина протоієрея Андріївської церкви Павла Федоровича Підвисоцького. Будівлю знесено 2012 року, на її місці споруджено багатоповерховий житловий будинок.
Будинок № 7 зведений 1899 року на замовлення домовласника О. Тихомирова архітектором Миколою Казанським у стилі історизм.

## Видатні особи, пов'язані з Десятинним провулком
У будинку № 7 мешкали історик Анциферов (1901—1904), у квартирі № 9 — фізик, академік АН УРСР О. Давидов (1940-ві — 1953), у квартирі № 5 — фізик, академік АН УРСР Митрофан Пасічник (1940-ві — 1960-ті роки), у квартирі № 3 — фізик, академік АН УРСР С. Пекар (1940-ві роки — 1985). Наприкінці XIX — на початку XX століття у цьому будинку перебував письменник Григорій Мачтет, автор вірша «В неволі скатований люто…» (рос. «Замучен тяжелой неволей»).

## Зображення

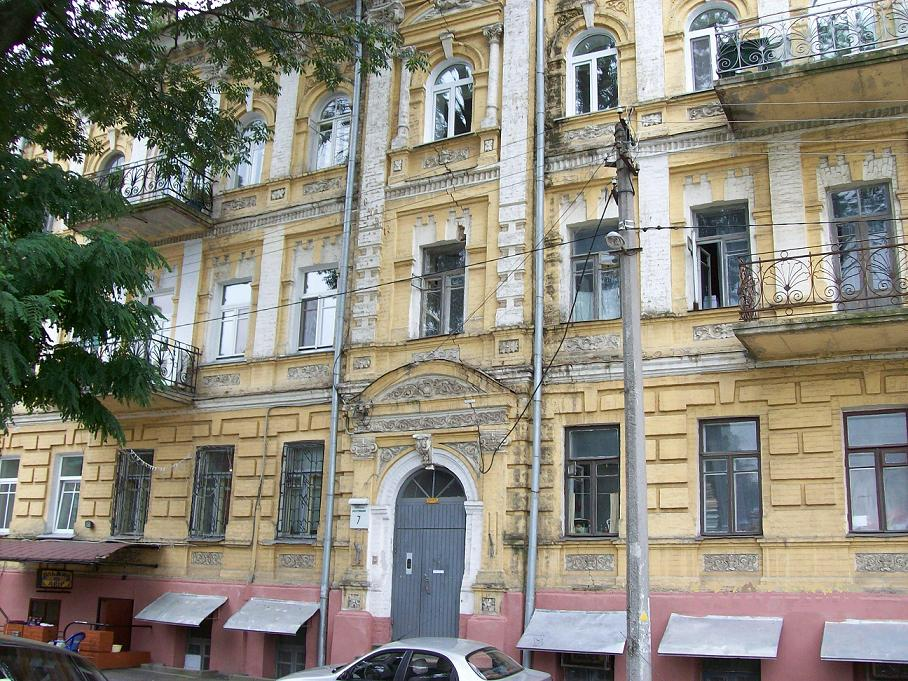
Будинок № 7
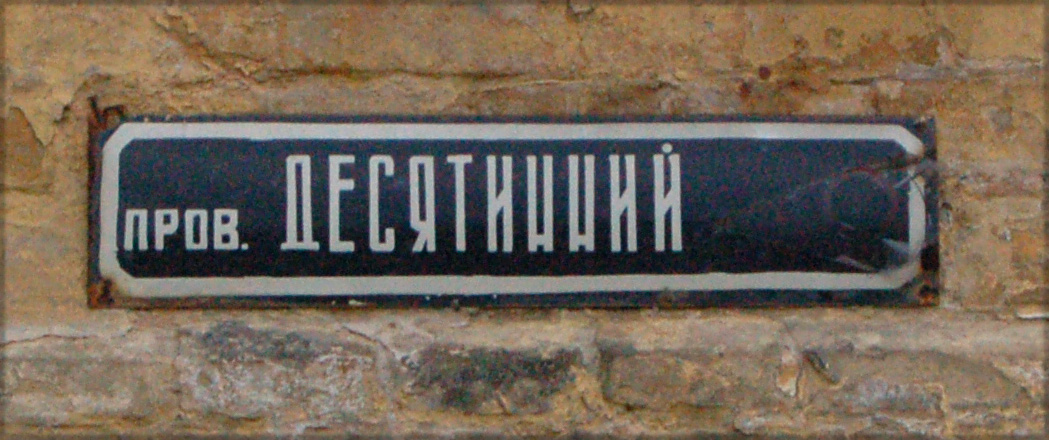
Адресна табличка